# Comté de Sussex (New Jersey)
Pour les articles homonymes, voir Comté de Sussex.
Le comté de Sussex (en anglais Sussex County) est un comté situé au nord-ouest de l'État de New Jersey, aux États-Unis. Il fait partie de l'agglomération new-yorkaise. Son siège est à Newton. 

## Comtés adjacents
- Comté d'Orange (New York) (nord-est)
- Comté de Passaic (est)
- Comté de Morris (sud)
- Comté de Warren (sud-ouest)
- Comté de Monroe (Pennsylvanie) (ouest)
- Comté de Pike (Pennsylvanie) (nord-ouest)